# Pedro de la Póveda y Valdez
El capitán Pedro de la Póveda y Valdez fue un vecino de la recientemente fundada ciudad de la Trinidad y Santa María del Buen Ayre (Buenos Aires), Virreinato del Perú. Fue Escribano Real del Cabildo de Buenos Aires y Capitán de Infantería y de Cavallos. Nacido por el año 1590 en Oviedo, Asturias, España; y fallecido en 1629 en Buenos Aires, Argentina.

## Biografía
Fue hijo del capitán Miguel de la Póveda y María Ramírez de Nieva. Su tío fue el tesorero real Simón de Valdez, quien había nacido en Tenerife en el seno de una familia noble.
En 1608, don Pedro se hallaba aún en Sevilla donde se desempeñaba como juez de naipes y azogues.
Pasó a Buenos Aires en 1609 con el título de Escribano Público. En este puesto se dedicó a servir como escribano del cabildo en los años 1619, 1620, 1621, 1625 a 1629; y de Registros de Hacienda Real desde 1624 a 1628.
El 7 de noviembre de 1612, desde Lerma, el rey Felipe II otorgó el título de escribano real a Pedro de la Póveda: “Por hacer bien y merçed a vos Pedro de la Pobeda acatando vuestra habilidad y ssufisiençia es mi merçed y voluntad que agora y de aquí adelante para en toda vuestra vida seáis mi Escribano Publico…” 
En el acta del cabildo del 18 de abril de 1619, el gobernador Diego de Góngora nombró a don Pedro como Escribano Real: “…atento al impedimento de Cristóbal Remón y Gerónimo de Medrano estar de partida para fuera desta ciudad, nombraba y nombró para el uso de los dichos Ofiçios Públicos y del Cabildo desta ciudad a Pedro de la Poveda Escribano de su Magestad…” Fue así como hicieron entrar al cabildo a don Pedro: “…a el qual mandaron entrar para que haga el juramento y solemnidad neçesaria, y habiendo entrado en este cabildo azeto el dicho nombramiento y juro por Dios Nuestro Señor, y por una señal de cruz en forma debida de derecho de usar bien y fielmente el dicho ofiçio… y dixo si juro y amen…”
Una de las primeras actas que don Pedro debió firmar fue la del 23 de abril de 1619, que fue la petición de Francisco de Manzanares, quien había gastado mucho dinero en ocasión de las fiestas celebradas por la llegada del señor Obispo y del señor Gobernador: “…que dijo haber gastado ciento y treinta y un pesos y medio corrientes en las fiestas y juegos de cañas y toros…” El mismo día don Pedro debió referirse a las quejas de muchas personas que decían que el abasto de carne no era suficiente, que las reses eran pequeñas, que el vino que se vendía en las pulperías era muy malo, y que el pan era de menos peso que el que se compraba.
En la reunión del cabildo del 13 de mayo de 1619 Pedro refrendó los acuerdos para la compra de cera blanca para la procesión del Corpus Christi, la cual se entregaba a los religiosos y sacerdotes, como era costumbre en ese tiempo.
De la misma manera, el 27 de mayo de 1619 debió firmar acerca de la prohibición de salir de la ciudad al cirujano maestre Xaques, quien era de origen flamenco, y era necesario que se quedase en Buenos Aires pues curaba a los enfermos, tanto naturales como españoles. El mismo día don Pedro firmó el nombramiento de un abogado para el cabildo, el licenciado Gabriel Sánchez de Ojeda.
En el cabildo del 10 de junio de 1619 don Pedro suscribió acerca de las visitas a las chacras y estancias de la ciudad. El señor gobernador había elegido a Mateo Leal de Ayala “para que vaya a visitar las chacaras e instancias para hacer pagar a los indios, y sepa si están pagados y conçertados y si se les debe alguna cosa…”
El 17 de junio de 1619 refrendó la decisión de proseguir con la construcción de la iglesia Mayor, a la que le faltaban puertas y ventanas, y pagar el salario a los oficiales. Para este fin se habían traído maderas del Paraguay. El mismo día oyó la propuesta del capitán Juan de Vergara, quien dijo que convenía que los pobladores sembraron carozos de duraznos pues eran especies que crecían rápido, ya que se necesitaba leña.
Otras cuestiones que Pedro debió signar fue la petición para el arreglo de las calles de la ciudad, que se encontraban en mal estado. Para este efecto, cada vecino tenía la obligación de adobar la parte que le correspondía. También debió decidirse acerca del valor del vino, del trigo, del pan, de los carneros y corderos, pues se estaban vendiendo a un precio muy alto. Asimismo, debió decidirse acerca de los precios y las medidas del aceite y del vinagre, conforme a un padrón que Mateo Leal de Ayala había presentado.
Pedro de la Póveda y los demás cabildantes fueron testigos del incidente ocurrido en pleno cabildo el 24 de abril de 1620, cuando el licenciado Matías Delgado Flores entró por la puerta: “En este Cabildo estando tratando de las cosas tocantes al bien de la república… entró en la sala de este Cabildo el Liçensiado Matías Delgado Flores… y lo primero que habló fue «¿Dónde está el señor Gobernador porque lo vengo a ver?» Y todos los del Cabildo se levantaron con los sombreros en la mano haciéndole cortesía y diciéndole que el Señor Gobernador no estaba en el Cabildo”. Entonces el licenciado Delgado Flores preguntó “¿dónde me he de sentar?”. A lo que el Teniente General Gil, quien se hallaba parado con su sombrero en la mano, señaló hacia el banco donde estaban los alcaldes ordinarios y le respondió: “Aquí con estos Señores se puede usted sentar”. Y dando la espalda a los cabildantes, Delgado Flores dijo: “No me quiero sentar donde no está el Señor Gobernador… y no me siento donde están los culpados contra quien yo traygo comisión…”. Y luego “se fue saliendo por la puerta hablando a manera de menosprecio, sin hazer cortesía ni despedirse, ni mostrar ninguna comisión, ni papel, ni decir que venía a mostrar…” En realidad Matías Delgado Flores fue un juez pesquisador, quien había sido enviado especialmente desde España para investigar los asuntos relacionados con el contrabando en el puerto de Buenos Aires, así como el fraude ocasionado por el gobernador Góngora.
El 4 de enero de 1621 el escribano real Pedro de la Póveda fue testigo de la noticia de la pronta llegada del primer obispo que tendría la ciudad, el fray don Pedro de Carranza. Para este acontecimiento “…que será con brevedad, y para que se prevenga con tiempo lo necesario a su recibimiento, por ser como es la nueva de más gusto que pudo venir para toda esta Ciudad y sus vecinos y moradores, convenía que este Cabildo se animasen a hacer en su recibimiento una gran demostración de alegría con todas las cosas necesarias para recibimiento de tal Príncipe, que tan deseado ha sido…” El 30 de marzo de 1620, Carranza había sido nombrado por Camilo Borghese, Paulo V, como primer obispo de la nueva diócesis del Río de la Plata, con sede en Buenos Aires, capital de la Gobernación del Río de la Plata, aún sin estar consagrado sacerdote. El primer obispo arribó a Buenos Aires el 9 de enero de 1621, tomando posesión el 17 de enero de ese año. El 7 de marzo de 1621 inició la visita pastoral a su diócesis. En una carta enviada al rey, Carranza manifestaba acerca de la sede de su diócesis que apenas contaba con unas 100 casas, que había una sola iglesia de clérigos y que era "tan indecente que en España hay lugares en los campos de pastores y ganados más acomodados y limpios". El 26 de junio de 1622 proclamó la erección de la iglesia catedral. Se ocupó de la conformación del cabildo eclesiástico y estableció las normas básicas para la vida del clero, el culto público y la administración económica de la iglesia, que recibía exiguos fondos, lo que generó protestas de los feligreses por las exigencias de los diezmos.
En el cabildo del primero de febrero de 1621, Pedro de la Póveda recibió al gobernador Diego de Góngora, quien traía siete Cédulas Reales referentes al plantío y cultivo de varias semillas en el país: “…sobre el plantío en esta tierra de diferentes géneros de semilla y árboles, particularmente de la grana y cochinilla, canela, pimienta, clavo y nueces y otras cosas…” “…grano añil, cáñamo y almendras…”
En el cabildo del 25 de mayo de 1621, don Pedro y los demás cabildantes debieron decidir, a propuesta del Teniente General, que se hiciese una procesión para combatir la epidemia de viruela que se había instalado en la ciudad, porque mucha gente estaba muriendo a causa de ello: “…pidiendo al Señor aplaque la dicha enfermedad por su misericordia…”
Pedro de la Póveda fue reemplazado como escribano del cabildo en septiembre de 1621 por Pedro de Rojas y Acevedo.
En 1622 el gobernador Diego de Góngora otorgó permisos entre los vecinos para la exportación de cueros. Este hecho obligó a hacer un verdadero censo, fue así como se computaron 212 vecinos y estantes, más cuatro órdenes religiosas y el hospital. La peste de viruela del año anterior había resultado la mayor mortandad hasta ese momento y había reducido considerablemente la población. De esta forma, el 13 de mayo de 1622 quedó registrado don Pedro en el conocido censo de Góngora, como uno de los vecinos que recibió el permiso para exportar cueros a Sevilla.
Por esa época, el capitán de la Póveda compró una chacra en La Matanza por setecientos pesos al capitán Juan Ortiz de Mendoza.
Cerca del año 1825, por merced del gobernador don Francisco de Céspedes recibió dos estancias junto al río Las Palmas, que lindaban con las tierras del capitán Francisco Pérez de Burgos. Sin embargo, don Pedro no llegó a poblar estas estancias, por lo cual las perdió.
Además de ello, compró a Bartolomé López, Rodrigo Arias de Mansilla y otros siete, chacras a los lados del río Luján en un sitio denominado el Árbol Solo; un paraje que se hallaba donde el viejo camino real llegaba al río Luján en el que había un sauce solitario, muy cercano a donde hoy se encuentra la basílica de Luján. Asimismo, compró casas que pertenecieron a Bartolomé López, y chacras a Ortiz de Mendoza y Ana de Velazco, donde se fue a vivir con su esposa.
Pedro de la Póveda estuvo un tiempo exiliado en Mendoza junto al capitán Juan de Vergara.
Falleció en 1629 en Buenos Aires.

## Matrimonio y descendencia
Pedro de la Póveda y Valdez se casó en 1615 en Buenos Aires con Lucía de Guzmán, nacida en 1600 en Madrid, España, hija de Alonso Rodríguez Velásquez y Lucía González de Guzmán. Ella pasó a Buenos Aires en 1605 junto a su madre.
Pedro y Lucía tuvieron al menos un hijo, Luis de la Póveda y Valdez, nacido en el 1625 y registrado con el número 200 en el Padrón de Buenos Aires de 1664. Luis se casó en 1660 con doña María de Burgos, nacida en 1624 y nieta del capitán Francisco Pérez de Burgos.
Luis y María tuvieron los siguientes hijos:
1. Gerónimo de la Póveda,[2] nacido en 1657 y quien fue religioso.[2]
2. Juana María de la Póveda,[2] quien nació en 1659.[2]
3. María Lucía de la Póveda,[2] nacida en 1665. Se casó con el teniente Gerónimo Flores de Paredes, nacido en 1657.[2] Este matrimonio tuvo los siguientes hijos: Pedro de Alcántara Flores Póveda (1685),[2] Mariana Póveda (1686),[2] Lucía Micaela Francisca Flores Póveda (1691),[2] Juan Jacinto Flores Póveda (1696),[2] Antonia Flores Póveda (1699),[2] Sabina Flores de la Póveda (1701),[2] y Pedro Joseph Flores Póveda (1707).[2]
4. El capitán Sebastián de la Póveda (c. 1667),[2] quien se casó con Michaela de Molina.[2] Sebastián y Michaela fueron censados en el Padrón de Campaña bonaerense de 1726.[8] Tuvieron estos hijos:
  - Bernabé Póveda (1711).[2]
  - Joseph Bentura Póveda (1715),[2] casado con Isabel Rodríguez Flores (1717),[2] quien descendía de Pedro Rodríguez Flores y Díaz.[6] Juntos procrearon estos hijos:
    - Joseph Thomas Póveda (c. 1740),[9] casado con Lorenza Salguero (hija de Andrés Salguero y Gregoria Tapia).[9]
    - Juan Miguel Baldivia Póveda (1741),[9] casado en 1771 con Petrona Josefa Cabrera.[9]
    - Fermín Póveda (1745).[9]
    - Joseph Ramón Póveda (1748).[9]
    - Rosa Póveda (1749).[9]
    - Basilia Antonia (1753).[9]
    - María de la Encarnación (1755).[9]
    - Pedro Joseph Dionisio Póveda (1756),[9] casado en 1790 con María Vega.[9]

  - María Josepha Póveda (1717),[2]
  - Ignacia Póveda,[2] casada con Joseph Justo Daza.[2]
  - María Francisca de Póveda,[2] casada con Roque Candia.[2] Tuvieron por lo menos una hija: María del Carmen Liberata Candia.[9]
  - Pascual Póveda.[2]